# 北海道道547号羽幌港線
北海道道547号羽幌港線（ほっかいどうどう547ごう はぼろこうせん）は、北海道苫前郡羽幌町内を結ぶ一般道道（北海道道）である。

## 概要

### 路線データ
- 起点：北海道苫前郡羽幌町南1条1丁目（地方港湾 羽幌港）
- 終点：北海道苫前郡羽幌町南大通3丁目（国道232号・北海道道747号上羽幌羽幌停車場線交点）
- 総延長：0.702 km
- 実延長：0.691 km
- 重用延長：0.011 km

### 道路管理者
- 留萌振興局 留萌建設管理部 羽幌出張所

## 歴史
- 1966年（昭和41年）3月31日 - 路線認定[1]。

## 地理

### 通過する自治体
- 留萌振興局
  - 苫前郡羽幌町

### 交差する道路
羽幌町
- 国道232号 - 南大通3丁目（終点）
- 北海道道747号上羽幌羽幌停車場線 - 南大通3丁目（終点）

### 沿線にある施設など
羽幌町
- 羽幌港